# Albrecht Nagel
Albrecht Eduard Nagel (født 14. juni 1833 i Danzig, død 22. juli 1895 i Tübingen) var en tysk oftalmolog.
Nagel studerede øjensygdomme hos Albrecht von Graefe i Berlin, blev privatdocent 1864 i Tübingen, 1867 ekstraordinær, 1874 ordentlig professor og direktør for universitetsøjenklinikken sammesteds. Han har blandt andet skrevet: Das Sehen mit zwei Augen (1861), Die Refractions- und Accommodationsanomalien des Auges (1866), Die Anomalien der Refraction und Accommodation des Auges i Graefe og Saemisch: Handbuch der gesammten Augenheilkunde (1880). Endelig udgav han de 8 første bind af Nagels Jahresbericht (1871-78) og siden 1880 Mittheilungen aus der ophthalmiatrischen Klinik in Tübingen.